# Acoua
Acoua – miasto w północno-zachodniej części Majotty (zbiorowość zamorska Francji). Według danych szacunkowych na rok 2017 liczy 5 192 mieszkańców. Ośrodek przemysłowy.